# Ілюмінати (Marvel Comics)
«Ілюмінати» (англ. Illuminati) — група персонажів зі всесвіту коміксів Marvel Comics.

## Вигадана біографія команди
Ілюмінати — це секретне співтовариство, яке збирається, коли вирішуються важливі питання, що стосуються долі всієї Землі.
Вперше вони зібралися, коли прилетіли до Чорної пантери, щоб вирішити, що робити з нападами на Землю Скруллів та Кріанців та запросити Чорну пантеру до своїх лав. Наступна поява Ілюмінатів була пов'язана зі Скруллами, коли члени спільноти прибули на корабель Скруллів, щоб наполегливо попросити їх не використовувати Землю як поле бою з Кріанцями, внаслідок чого мало не загинули.
Через деякий час вони знову зібралися з ініціативи Містера Фантастика, який повідомив, що має рукавичку Безкінечності і три камені, пізніше за допомогою інших Ілюмінатів він зібрав інші три камені, але втратив над собою контроль і мало не вбив Ілюмінатів. Їх врятував Спостерігач, який сказав, що кожен Ілюмінат має взяти собі по каменю.
Ще раз вони зібралися з ініціативи професора Ксав'єра, який захотів дізнатися про Потойбічне. У ході розслідування він дізнався, що Потойбічний — мутант із раси Нелюдів. Ілюмінати вирушили в космос і знайшли там Манхеттен, коли вони приземлилися, побачили супергероїв, потім і самого Потойбічного. Ілюмінати змогли зупинити його за допомогою Чорного Грому, який наказав йому зупинитись. Наступного разу вони зібралися, щоб переконати Марвел Боя оголошувати війну людству.
Потім Ілюмінати зібралися, щоб вирішити, що робити з Галком . Залізна Людина запропонувала відправити її на безлюдну планету, всі погодилися, крім Немора. Ще раз Ілюмінати зібралися обговорити Акт про реєстрацію супергероїв, але думки розділилися: Немор та лікар Стрейндж не погодилися з актом, Рід Річардс і Залізна Людина погодилися, Чорний Грім залишився в нейтралітеті; професор Ксав'єр зник.
Востаннє Ілюмінати зустрілися після Громадянської війни — їх зібрала Залізна Людина для того, щоб показати труп Електри-Скрулла. Вони вирішили віднести труп на обстеження, але Чорний Грім виявився Скрулл зі здібностями всіх Ілюмінатів. Його зміг перемогти Немор, але через кілька секунд прийшли ще два Скрулла, їх змогла зупинити Залізна Людина, яка підключилася до електростанції і використала її енергію, щоб підірвати ядерну мініракету, Ілюмінати дійшли висновку, що не можуть більше довіряти один одному .
Після Таємного Вторгнення Норман Озборн створив аналог Ілюмінатів — Змовників, у складі Локі, Доктора Дума, Капюшона, Неймора та Емми Фрост. Після подій Утопії з команди вийшли Емма Фрост та Неймор. Натомість Озборн запросив Наглядача.
Наступного разу Ілюмінати з'явилися, коли суперлиходій Капюшон (Паркер Роббінс) вирішив зібрати Рукавичку Безкінечності. У той час, коли Нелюди покинули Аттілан, Паркер викрав Камінь Реальності. З його допомогою лиходій обійшов захист та потрапив до Будівлі Бакстера і взяв другий камінь, Камінь Мощі. Потім він зустрівся з Червоним Галком та переміг його. Ралку вдалося дістатися Башти Старка і скликати Месників. Тієї ж секунди Залізна Людина скликала Ілюмінатів. Замість загиблого Чорного Грому прийшла його дружина Медуза. Зібравшись, вони вирушили в Аттілан, де на них чекали месники. В результаті Ілюмінати були розсекречені. Капітан Америка посварився з Залізною Людиною, але команди не стали ворогувати і розділилися на групи, щоб знайти решту Каміння. Зібравши всю Рукавичку, Залізна Людина використала її, щоб відправити Паркера Роббінса назад до в'язниці, а Рукавичку нібито знищила. Насправді він лише сховав її, а Ілюмінати спокійно розібрали Камені — лише іншим складом, замість Медузи прийшов Капітан Америка.

## Члени команди

### Оригінальний склад
| Персонаж         | Справжнє ім'я     | Вступ до команди              | Примітки                                               |
| ---------------- | ----------------- | ----------------------------- | ------------------------------------------------------ |
| Містер Фантастик | Рід Річардс       | New Avengers #7 (липень 2005) | Лідер Фантастичної четвірки.                           |
| Доктор Стрендж   | Стівен Стрендж    | New Avengers #7 (липень 2005) | Верховний маг Землі.                                   |
| Немор            | Немор МакКензі    | New Avengers #7 (липень 2005) | Король Атлантиди. Залишив групу в Avengers vol. 5 #40. |
| Чорний Грім      | Блакагар Болтагон | New Avengers #7 (липень 2005) | Король Нелюдів.                                        |
| Залізна людина   | Тоні Старк        | New Avengers #7 (липень 2005) | Один із засновників Месників.                          |
| Професор Ікс     | Чарльз Ксав'єр    | New Avengers #7 (липень 2005) | Лідер Людей Ікс, убитий у Avengers vs. X-Men #11.      |

## Альтернативні версії

### Земля-231
У цій реальності Містер Фантастік вбиває інших членів Ілюмінатів, щоб зберегти їх від своїх амбіцій .

### Земля-976
У цій реальності до складу Ілюмінатів входять Залізний хлопець, Містер Фантастика, Неймор, Чорний Грім, Доктора Дум та Магнето .

## Поява поза коміксами

### Телебачення
- Ілюмінати з'являються у мультсеріалі «Супергеройський загін».

### Кіно
- Ілюмінати, серед яких Залізна людина, Містер Фантастика, Доктор Стрендж та Чорний Грім, з'являються у повнометражному мультфільмі «Планета Галка». Їхні силуети показані на записаному повідомленні, в якому вони говорять Галку, що їм довелося відправити його в космос через небезпеку його дій. Вони запрограмували посадку корабля на рослинну планету, однак він приземлився на Сакаар.